# 全九州大学野球選手権大会
全九州大学野球選手権大会（ぜんきゅうしゅうだいがくやきゅうせんしゅけんたいかい）は1994年より毎年秋季に開催されている明治神宮野球大会の九州・沖縄地区代表決定トーナメントである。
2022年（第29回）まではユニバーシアード大会記念九州大学野球選手権大会と称していた。

## 概要
明治神宮野球大会の九州・沖縄地区代表を争う大会。九州・沖縄地区の福岡六大学野球連盟、九州六大学野球連盟、九州地区大学野球連盟の3つの大学野球連盟上位大学が出場する形式で、優勝校が明治神宮野球大会への出場権を得る。

## 九州・沖縄地区における代表枠の歴史
- 1970年-1971年:九州六大学野球連盟、九州地区大学野球連盟から各1校出場[1]。
- 1972年-1979年:九州地区（九州六大学と九州地区の代表決定戦の勝者）から1校出場。
- 1980年-1993年:九州六大学と九州地区が隔年で1校出場。
- 1994年-現在:隔年出場が廃止、九州六大学・九州地区から1校出場。本大会創設。
  - 1998年から九州地区・九州六大学に、2000年から九州3連盟に変更。

## 試合方式
2024年の大会（第31回）を元に記述する。

### 出場チーム
以下の4チームが出場する。
- 福岡六大学野球連盟の秋季リーグ戦の優勝チーム
- 九州六大学野球連盟の秋季リーグ戦の優勝チーム
- 九州地区大学野球連盟の北部地区・南部地区の各優勝チーム

### 試合形式
- 各リーグの優勝チームがトーナメント方式で試合を行う。
- 準決勝・決勝はコールドゲームを採用しない、会場は福岡ドームを使用。
- 予選トーナメント・決勝トーナメント両方で指名打者制度が採用される[2]。

### 過去の試合方式

#### シード
- 福岡六大学・九州六大学の各優勝チームは決勝トーナメント（準決勝）からのシードとなる。
- 九州地区大学野球連盟の北部と南部の優勝チームが対戦し、勝利チームは決勝トーナメント（準決勝）からのシードとなる。
  - 上記の敗北チームは4回戦からのシードとな==る。

#### 予選トーナメント（1-4回戦）
- 1-3回戦はシード校を除いた8チームによるトーナメント方式。1チームが4回戦に進出する。
- 4回戦（3回戦の勝者対九州地区優勝同士の対戦の敗者）の勝者が決勝トーナメント（準決勝）に進出する。
- 会場は福岡工業大学のグラウンドと雁の巣球場を使用。
- 予選トーナメントではコールドゲームを適用（7回・8回で7点差以上。）

#### 決勝トーナメント（準決勝・決勝）
- 準決勝はシードされた3連盟の上位チームと、予選トーナメントを突破した1チームの4チームによるトーナメント方式。準決勝は、シード校同士の対戦と、シード校対4回戦勝ち抜け校による対戦になる。

## 記録[3]

### 歴代出場校
- 上段がリーグ優勝、中段がリーグ2位、下段がリーグ3位
- 2016年～2018年の九州地区は上段が第1代表、中段が第2代表、下段が第3代表、（）は所属地区

| 回 | 年度 | 福岡六大学                             | 九州六大学                             | 九州地区                                                             |
| -- | ---- | -------------------------------------- | -------------------------------------- | -------------------------------------------------------------------- |
| 1  | 1994 | 九州共立大学 福岡教育大学 福岡工業大学 | 九州国際大学 福岡大学 久留米大学       | 沖縄国際大学 九州東海大学 熊本学園大学                               |
| 2  | 1995 | 九州共立大学 第一経済大学 九州産業大学 | 九州国際大学 福岡大学 西南学院大学     | 日本文理大学 熊本工業大学 別府大学                                   |
| 3  | 1996 | 九州共立大学 九州産業大学 福岡教育大学 | 福岡大学 九州国際大学 久留米大学       | 日本文理大学 名桜大学 熊本学園大学                                   |
| 4  | 1997 | 九州共立大学 福岡教育大学 九州工業大学 | 九州国際大学 福岡大学 西南学院大学     | 別府大学 日本文理大学 宮崎産業経営大学                               |
| 5  | 1998 | 九州共立大学 九州産業大学 福岡教育大学 | 福岡大学 九州国際大学 九州大学         | 日本文理大学 九州東海大学 宮崎産業経営大学                           |
| 6  | 1999 | 九州共立大学 九州産業大学 福岡工業大学 | 九州国際大学 福岡大学 北九州大学       | 九州東海大学 熊本工業大学 大分大学                                   |
| 7  | 2000 | 九州共立大学 九州産業大学 福岡教育大学 | 九州国際大学 福岡大学 久留米大学       | 九州東海大学 日本文理大学 崇城大学                                   |
| 8  | 2001 | 九州共立大学 福岡工業大学 第一経済大学 | 福岡大学 九州国際大学 久留米大学       | 日本文理大学 九州東海大学 西日本工業大学                             |
| 9  | 2002 | 九州共立大学 九州産業大学 福岡工業大学 | 九州国際大学 北九州市立大学 福岡大学   | 日本文理大学 名桜大学 宮崎産業経営大学                               |
| 10 | 2003 | 九州共立大学 福岡工業大学 九州産業大学 | 福岡大学 九州国際大学 北九州市立大学   | 沖縄国際大学 崇城大学 名桜大学                                       |
| 11 | 2004 | 九州産業大学 福岡工業大学 第一経済大学 | 福岡大学 九州国際大学 北九州市立大学   | 九州東海大学 名桜大学 日本文理大学                                   |
| 12 | 2005 | 九州産業大学 九州共立大学 第一経済大学 | 九州国際大学 北九州市立大学 福岡大学   | 日本文理大学 西日本工業大学 沖縄国際大学                             |
| 13 | 2006 | 九州産業大学 福岡工業大学 九州共立大学 | 九州国際大学 北九州市立大学 福岡大学   | 九州東海大学 日本文理大学 西日本工業大学                             |
| 14 | 2007 | 九州共立大学 九州産業大学 福岡工業大学 | 福岡大学 北九州市立大学 九州国際大学   | 別府大学 沖縄国際大学 日本文理大学                                   |
| 15 | 2008 | 九州産業大学 九州共立大学 福岡経済大学 | 福岡大学 九州国際大学 西南学院大学     | 西日本工業大学 宮崎産業経営大学 日本文理大学                         |
| 16 | 2009 | 九州産業大学 九州共立大学 福岡工業大学 | 九州国際大学 久留米大学 福岡大学       | 日本文理大学 別府大学 名桜大学                                       |
| 17 | 2010 | 九州産業大学 福岡工業大学 九州共立大学 | 九州国際大学 福岡大学 北九州市立大学   | 日本文理大学 名桜大学 東海大学九州キャンパス                         |
| 18 | 2011 | 九州共立大学 九州産業大学 日本経済大学 | 九州国際大学 福岡大学 北九州市立大学   | 日本文理大学 別府大学 第一工業大学                                   |
| 19 | 2012 | 九州産業大学 九州共立大学 日本経済大学 | 九州国際大学 福岡大学 北九州市立大学   | 日本文理大学 西日本工業大学 名桜大学                                 |
| 20 | 2013 | 福岡工業大学 日本経済大学 九州産業大学 | 福岡大学 西南学院大学 九州国際大学     | 日本文理大学 名桜大学 第一工業大学                                   |
| 21 | 2014 | 九州共立大学 福岡工業大学 九州産業大学 | 福岡大学 西南学院大学 九州国際大学     | 日本文理大学 第一工業大学 西日本工業大学                             |
| 22 | 2015 | 九州共立大学 九州産業大学 福岡工業大学 | 九州国際大学 福岡大学 西南学院大学     | 沖縄大学 日本文理大学 近畿大学産業理工学部                           |
| 23 | 2016 | 九州共立大学 九州産業大学 日本経済大学 | 北九州市立大学 西南学院大学 久留米大学 | 日本文理大学（北部） 沖縄大学（南部） 近畿大学産業理工学部（北部）   |
| 24 | 2017 | 九州共立大学 日本経済大学 九州産業大学 | 九州国際大学 福岡大学 北九州市立大学   | 日本文理大学（北部） 沖縄大学（南部） 東海大学九州キャンパス（南部） |
| 25 | 2018 | 九州共立大学 九州産業大学 福岡工業大学 | 西南学院大学 福岡大学 九州国際大学     | 日本文理大学（北部） 第一工業大学（南部） 西日本工業大学（北部）     |

| 回 | 年度 | 福岡六大学                             | 九州六大学                           | 九州地区北部                                     | 九州地区南部                               |
| -- | ---- | -------------------------------------- | ------------------------------------ | ------------------------------------------------ | ------------------------------------------ |
| 26 | 2019 | 九州産業大学 九州共立大学 日本経済大学 | 北九州市立大学 福岡大学 西南学院大学 | 日本文理大学 近畿大学産業理工学部 久留米工業大学 | 宮崎産業経営大学 鹿屋体育大学 沖縄国際大学 |
| 27 | 2020 | 九州産業大学                           | 福岡大学                             | 日本文理大学                                     | 東海大学九州キャンパス                     |

### 歴代優勝校
| 回 | 年度 | 代表（所属連盟）           |
| -- | ---- | -------------------------- |
| 1  | 1994 | 九州東海大学（九州地区）   |
| 2  | 1995 | 九州国際大学（九州六大学） |
| 3  | 1996 | 九州国際大学（九州六大学） |
| 4  | 1997 | 九州共立大学（福岡六大学） |
| 5  | 1998 | 九州共立大学（福岡六大学） |
| 6  | 1999 | 九州共立大学（福岡六大学） |
| 7  | 2000 | 九州共立大学（福岡六大学） |
| 8  | 2001 | 福岡大学（九州六大学）     |
| 9  | 2002 | 九州国際大学（九州六大学） |
| 10 | 2003 | 九州国際大学（九州六大学） |
| 11 | 2004 | 九州産業大学（福岡六大学） |
| 12 | 2005 | 九州産業大学（福岡六大学） |
| 13 | 2006 | 九州産業大学（福岡六大学） |
| 14 | 2007 | 九州産業大学（福岡六大学） |
| 15 | 2008 | 福岡大学（九州六大学）     |
| 16 | 2009 | 九州産業大学（福岡六大学） |
| 17 | 2010 | 九州産業大学（福岡六大学） |
| 18 | 2011 | 九州共立大学（福岡六大学） |
| 19 | 2012 | 福岡大学（九州六大学）     |
| 20 | 2013 | 福岡大学（九州六大学）     |
| 21 | 2014 | 九州産業大学（福岡六大学） |
| 22 | 2015 | 九州国際大学（九州六大学） |
| 23 | 2016 | 日本文理大学（九州地区）   |
| 24 | 2017 | 九州共立大学（福岡六大学） |
| 25 | 2018 | 九州共立大学（福岡六大学） |
| 26 | 2019 | 九州産業大学（福岡六大学） |
| 27 | 2020 | 九州産業大学（福岡六大学） |
| 28 | 2021 | 九州産業大学（福岡六大学） |
| 29 | 2022 | 九州共立大学（福岡六大学） |
| 30 | 2023 | 日本文理大学（九州地区）   |
| 31 | 2024 | 福岡大学（九州六大学）     |

### 大学別優勝回数
- 10回 九州産業大学
- 8回 九州共立大学
- 5回 九州国際大学・福岡大学
- 2回 日本文理大学
- 1回 九州東海大学（現:東海大学九州キャンパス）

※2024年（第31回）時点

### 連盟別優勝回数
- 18回 福岡六大学野球連盟
- 10回 九州六大学野球連盟
- 3回 九州地区大学野球連盟

※2024年（第31回）時点